# Anne-Marie Comeau
Pour les articles homonymes, voir Comeau.
Anne-Marie Comeau, née le 1er juin 1996 à Québec, est une fondeuse et coureuse de fond canadienne.

## Biographie
Vivant à Saint-Ferréol-les-Neiges, elle prend part à ses premières compétitions au niveau continental lors de la saison 2011-2012, où elle reçoit aussi une sélection pour les Championnats du monde junior à Erzurum.
En décembre 2012, Comeau est conviée à l'étape de Coupe du monde à Canmore (46e). Au même lieu, elle finit sur le podium pour la première fois lors de la Coupe nord-américaine avec une troisième place en skiathlon. Aux Championnats du monde junior cet hiver, elle obtient son deuxième meilleur résultat dans la compétition avec une 21e place au skiathlon.
En 2015, elle souffre d'une blessure à l'épaule qui écourte son hiver. Ayant hésité de changé à plusieurs reprises avec la course à pied, elle quitte le ski de fond de haut niveau fin 2016.
En fin d'année 2017, Comeau, représentant Rouge et Or de l'Université Laval, revient au ski pour tenter de se qualifier pour les Jeux olympiques et y parvient, grâce notamment à deux podiums en Coupe nord-américaine à Mont-Sainte-Anne, où a utilisé des anciens skis. Lors de ces jeux olympiques à Pyeongchang, elle court le skiathlon (48e), le dix kilomètres libre (62e), le trente kilomètres classique (pas terminé) et le relais (13e).
Après ces jeux, elle annonce se concentrer sur les courses de grand fond : semi-marathon et marathon, tout en continuant de skier, qui représente un entraînement complémentaire.

## Palmarès

### Jeux olympiques d'hiver
| Épreuve / Édition   | Sprint                           | Sprint    | 10 km | 10 km                            | Skiathlon 2 × 7,5 km | 30 km   | Relais | Relais   |
| Épreuve / Édition   | libre                            | classique | libre | classique                        | Skiathlon 2 × 7,5 km | 30 km   | Sprint | 4 × 5 km |
| JO 2018 Pyeongchang | Épreuve inexistante à cette date | -         | 62e   | Épreuve inexistante à cette date | 48e                  | Abandon | -      | 13e      |

Légende :
- : pas d'épreuve
- — : Non disputée par Comeau